# Periodo Heisei

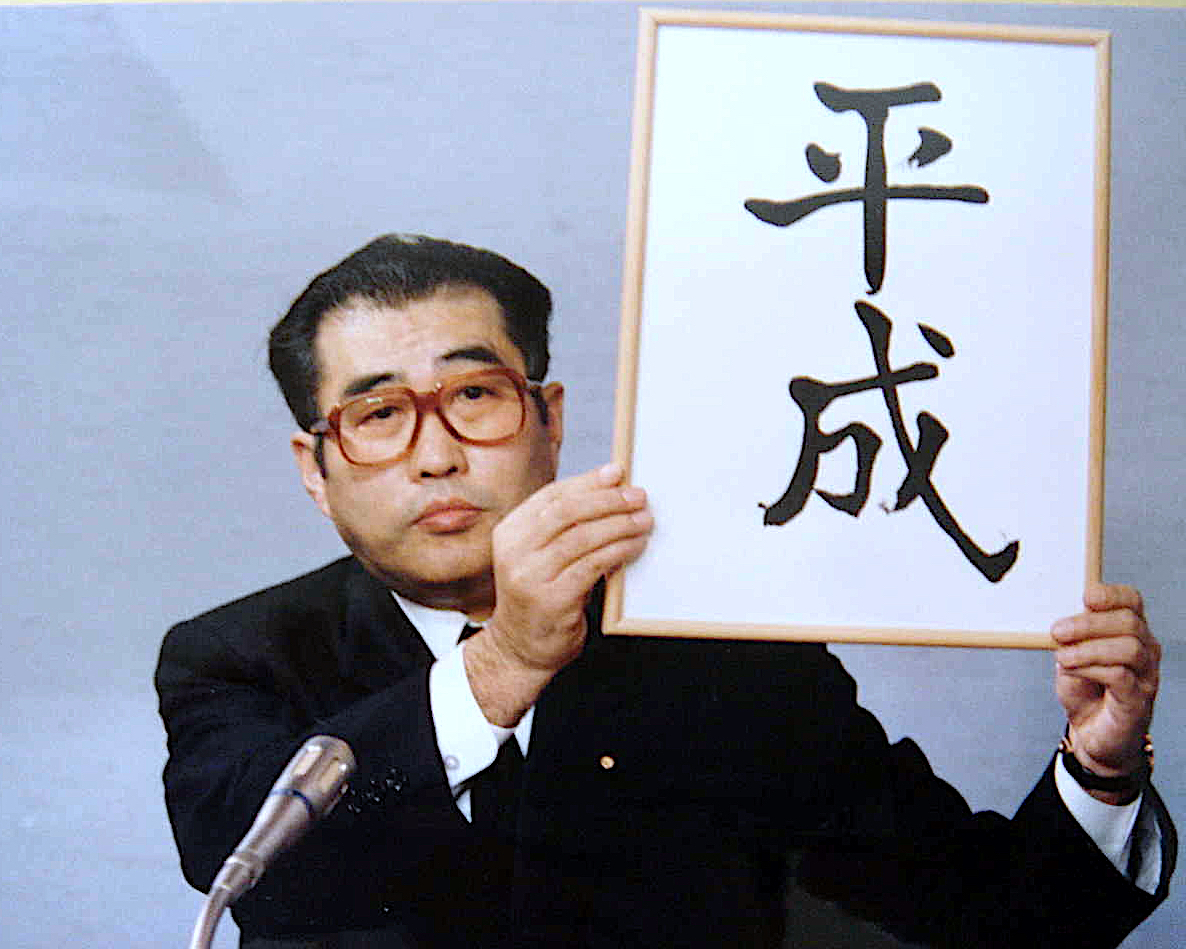
Keizō Obuchi annuncia il nome della nuova era

L'era Heisei (平成? lett. "pace raggiunta") è stata l'era in Giappone, cominciata l'8 gennaio 1989, con l'ascesa al trono dell'Imperatore Akihito dopo la morte del padre Hirohito, l'Imperatore del periodo Shōwa, e si è conclusa ufficialmente il 30 aprile 2019, quando, in seguito alla sua abdicazione, gli è succeduto al trono il figlio Naruhito, che a sua volta ha inaugurato l'era Reiwa.

## Tavola di conversione

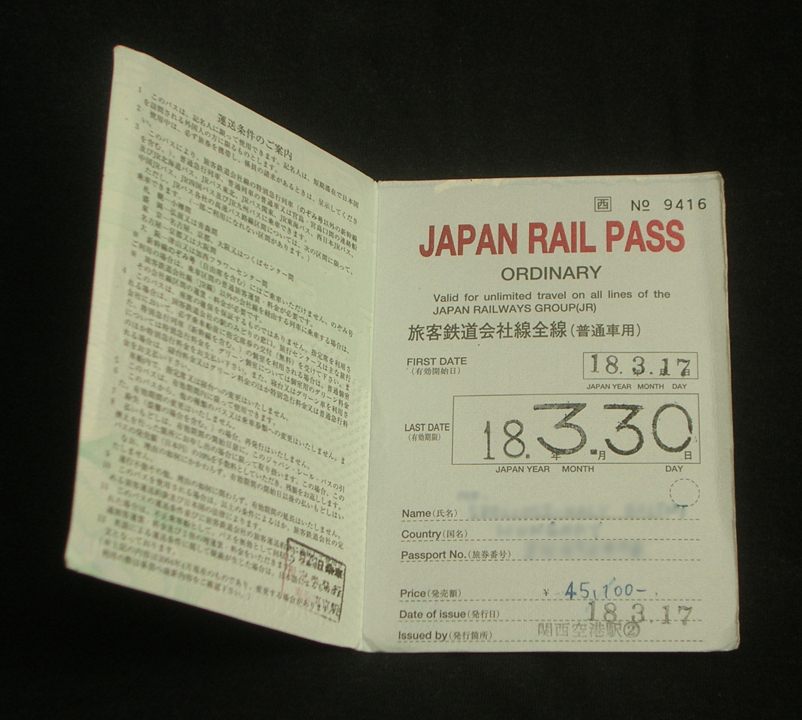
Un pass ferroviario valido durante l'anno Heisei 18 (2006 secondo il calendario gregoriano)

Per convertire ogni anno del calendario gregoriano tra il 1989 e il 2019 all'anno del periodo Heisei, va sottratto 1988 all'anno in questione.
| Heisei     | 1    | 2    | 3    | 4    | 5    | 6    | 7    | 8    | 9    | 10   |
| ---------- | ---- | ---- | ---- | ---- | ---- | ---- | ---- | ---- | ---- | ---- |
| Gregoriano | 1989 | 1990 | 1991 | 1992 | 1993 | 1994 | 1995 | 1996 | 1997 | 1998 |
| Heisei     | 11   | 12   | 13   | 14   | 15   | 16   | 17   | 18   | 19   | 20   |
| Gregoriano | 1999 | 2000 | 2001 | 2002 | 2003 | 2004 | 2005 | 2006 | 2007 | 2008 |
| Heisei     | 21   | 22   | 23   | 24   | 25   | 26   | 27   | 28   | 29   | 30   |
| Gregoriano | 2009 | 2010 | 2011 | 2012 | 2013 | 2014 | 2015 | 2016 | 2017 | 2018 |
| Heisei     | 31   |      |      |      |      |      |      |      |      |      |
| Gregoriano | 2019 |      |      |      |      |      |      |      |      |      |